# Daegu (stacja kolejowa)
Daegu – stacja kolejowa w Daegu, w Korei Południowej. Znajdują się tu 3 perony.